# Machinarium
A Machinarium egy kalandjáték stílusú, flash-alapú logikai videójáték, amit az Amanita Design készített el, s adott ki 2009. október 16-án. A megjelenés előtt 2009. szeptember 30-án egy három pályás demó verziót adtak ki a fejlesztők.
A játék fejlesztője, a cseh Amanita Design már korábban is jelentkezett hasonló stílusú programmal Samorost néven, ám az nem volt ennyire komplex és kidolgozott. A Machinariumon közel három évig dolgozott a hétfős fejlesztő stáb, akik saját maguk finanszírozták a körülbelül 1000 dolláros költségvetésű játékot.
2009-ben a 12. Annual Independent Games Festivalon megnyerte a Kiváló Vizuális Mű díjat és vele 2500 dollárt.

## Játékmenet

Egy képernyő a Machinariumból a kézzel rajzolt hátterekkel és a szövegbuborékokkal

A Machinarium egy point-and-click stílusú logikai kalandjáték, ami egy ismeretlen, oxigén-atmoszférájú bolygón játszódik, amit növények és robotok laknak. A főhős egy kis robot, akit Josefnek hívnak. Számtalan logikai feladványt megoldva a főhős megkeresheti barátnőjét, hatástalaníthatja a város egyik tornyán elhelyezett áfonyás bombát, és barátnőjével elrepülhet a bolygóról.
A játékos az adott helyszínen saját maga körül csak arra a személyre vagy tárgyra kattinthat, amin egy kéz formájú kurzor jelenik meg ha ráhúzza az egérmutatót. Emiatt eléggé leegyszerűsödik, hogy melyik tárgyat használhatja és kivel kommunikálhat, de néha az alkalmasokkal sem kezdhet semmit, csak később. A főhős irányítását a játék elején mutatja be a program. A robot magasságát megváltoztathatjuk, ha a fejénél fogva fel vagy le húzzuk a testét. Ha megnő a robot, kattintani olyan tárgyakra is, amik a normál testhelyzetében ehhez túl magasan voltak — ha kisebbre nyomjuk össze, akkor az alacsonyan lévőkre kattinthatunk. Ez megnöveli a játékos lehetőségeit.
A főhős nem életereje, és nincsenek tárgyai, de bizonyos objektumokat amiket fel kell vennie a továbbjutáshoz, sőt, némelyeket össze is kell párosítania. Játék közben a képernyő bal felső sarkában látjuk egymás mellett a begyűjtött tárgyakat, a jobb felsőben az adott jelenet megoldását egy kis kézikönyv és egy buborék formájában, az alsó részén pedig a menüt. A játékban nincs semmiféle olvasható írás, és a karakterek egyáltalán nem beszélnek, hanem helyette szövegbuborékok jelennek meg a fejük fölött.
A Machinarium számtalan kisebb logikai játékot is tartalmaz: egy kocsmában például amőbázni kell az egyik vendéggel, egy játékteremben pedig (a szókobanhoz hasonlóan) ládákat kell tologatni egy játéktermi gépen.

## Történet
|  | Alább a cselekmény részletei következnek! |

A Machinarium egy robotok által lakott bolygón játszódik. A játék főszereplője egy kis méretű férfi nemű robot, aki a robot-barátnőjével a város legmagasabb pontján lévő, félgömb alakú teremben takarít. A terem közepén lévő székben szintén egy robot ül, aki épp könyvet olvas. A terembe vezető lépcsőn megjelenik egy vékony, kalapot viselő robot, aki megpróbálja elvenni a gépezet képességét és csatlakoztatja magát a robothoz, és megfertőzi egy vírussal. Ám, a könyvet olvasó robot ezt észreveszi és megnyomja a szék karfáján lévő piros gombot, riasztva a rendőrséget. Egy porszívócsővel ellátott repülő gépezet dugja be a csövét az egyik ablakon, s megpróbálja kiszippantani a teremből a kalapos robotot, ám sikerül megszöknie és a csövet a főszereplő felé irányítja. Így a gépezet a kis robotot szívja ki, s nem a tettest. Miközben a kalapos elrabolja a főszereplő barátnőjét, addig a főszereplőt a repülő egy szeméttelepre dobja ki magából, s végre megérkezik a rendőrség is, egy nagy darab rendőrrobot személyében, leszállva helikopterével a terem tetején, de már senkit sem talál a helyszínen.
Miután a főszereplő a szeméttelepről bejut a városba, egyre közelebb kerül a barátnőjéhez, s szépen lassan felfedezi a várost és annak lakóit. Útja során összetalálkozik a gonosz kalapos robottal, s annak társával is, egy kövér robottal, akikről egy-egy rossz gyerekkori emlék jut az eszébe. Követve a gazfickókat, kifigyeli őket amint épp egy áfonyával megrakott bombát helyeznek el a város legmagasabb tornyán, melynek tetején a félgömb alakú terem van. Később az egyik kocsmában megtalálja a két gazfickót, akik épp kártyáznak egy szobában, s zenét hallgatnak. A szoba össze van kötve egy felette lévő vízzel teli kúttal, melynek tartalmát a szobába folyatja a kis robot, s így a helyiségben úszkál a két gonosztevő. Tovább haladva a főhős rátalál a barátnőjére, aki épp a két gonosz melletti konyhába van bezárva, majd sikeresen hatástalanítja a tornyon lévő bombát. A főhős a történet vége felé leengedi egy lefolyón a gonosz robotokat és bejut a konyhába a barátnőjéhez, akivel együtt felmennek a könyvolvasós robothoz, majd beszállnak a terem tetején hagyott helikopterbe és elrepülnek a bolygóról.
|  | Itt a vége a cselekmény részletezésének! |

## Fejlesztés
A játékot hét cseh fejlesztő készítette három éven keresztül, a projektet a saját tartalékaikból finanszírozták. A marketing kiadásaik alig érték el az 1000 dollárt.
A játék 6 hónapig készült Xbox 360-ra, ám a Microsoft nem engedélyezte a Machinarium Xbox Live Arcade megjelenését, ugyanis ehhez kiadót kellett volna találniuk, aminek a részesedése jelentősen csökkentette volna az eladásokból származó bevételeiket. A Microsofttal ellentétben a Sony elvei nem tiltják a játékok önálló terjesztését, így megkapták az engedélyt a PlayStation Network kiadására.
A játék zenéjét ugyan  külön is meg lehet vásárolni, de aki megrendeli a játékot, ajándékként a zenei anyagából kaphat mp3 formátumban számokat, egy PDF kiterjesztésű fájl kíséretében. A letölthető változat Windows, Macintosh és Linux platformokra is megjelent, a CD változatra ennek ellenére nem került fel a Linux verzió, viszont orosz, német és olasz nyelven is elérhető.

## Fogadtatás
| Összegzőoldal | Értékelés |
| ------------- | --------- |
| GameRankings  | 84%       |
| Metacritic    | 85/100    |

| Szerző    | Értékelés |
| --------- | --------- |
| Edge      | 8/10      |
| Eurogamer | 8/10      |
| GameSpot  | 8,0/10    |
| IGN       | 8,1/10    |
| PC Guru   | 90/100    |

| Szerző | Díj                             |
| ------ | ------------------------------- |
| IGF    | Excellence in Visual Art (2009) |

A Machinariumot az IGN weboldal lenyűgözőnek vélte a játékot, s 8,1 pontot kapott a 10-ből, a GameRankings pedig 85,44%-ot adott a 100-ból. A Metacritic 85%-ot adott, az Edge Online és az Eurogamer pedig 10-ből 8 pontot. Az Adventure Gamers 4.5 pontra értékelte a játékot, értékelésében kiemelte a játék nagyszerű audiovizuális részét, az egybefüggő történetet, az ízléses humort és az intelligens játékmenetet; egyetlen hibának azt rótták fel, hogy történetnek túl gyorsan és hirtelen vége szakad.
A játék főszereplője, Josef, feloldható karakterként szerepel a Super Meat Boy PC-s változatában.

### Amnesztia az illegális letöltőknek
2010. augusztus 5-én a játékot fejlesztő Amanita Design közzé tette, hogy számításuk szerint a Machinarium játékosok csupán 5-15%-a fizetett érte. Hogy növeljék az eladásokat, 75%-kal csökkentették a játék árát (20-ról 5 dollárra) egészen augusztus 12-éig. A kezdeményezést 4 nappal meghosszabbították és végül 20.000 példányt adtak el a játékból az akció időtartama alatt.